# Sugar Grove (Ohio)
Pour les articles homonymes, voir Sugar Grove.
Sugar Grove est un village américain situé dans le comté de Fairfield, dans l'Ohio. Selon le recensement de 2010, sa population est de 426 habitants.